# Peter Janser

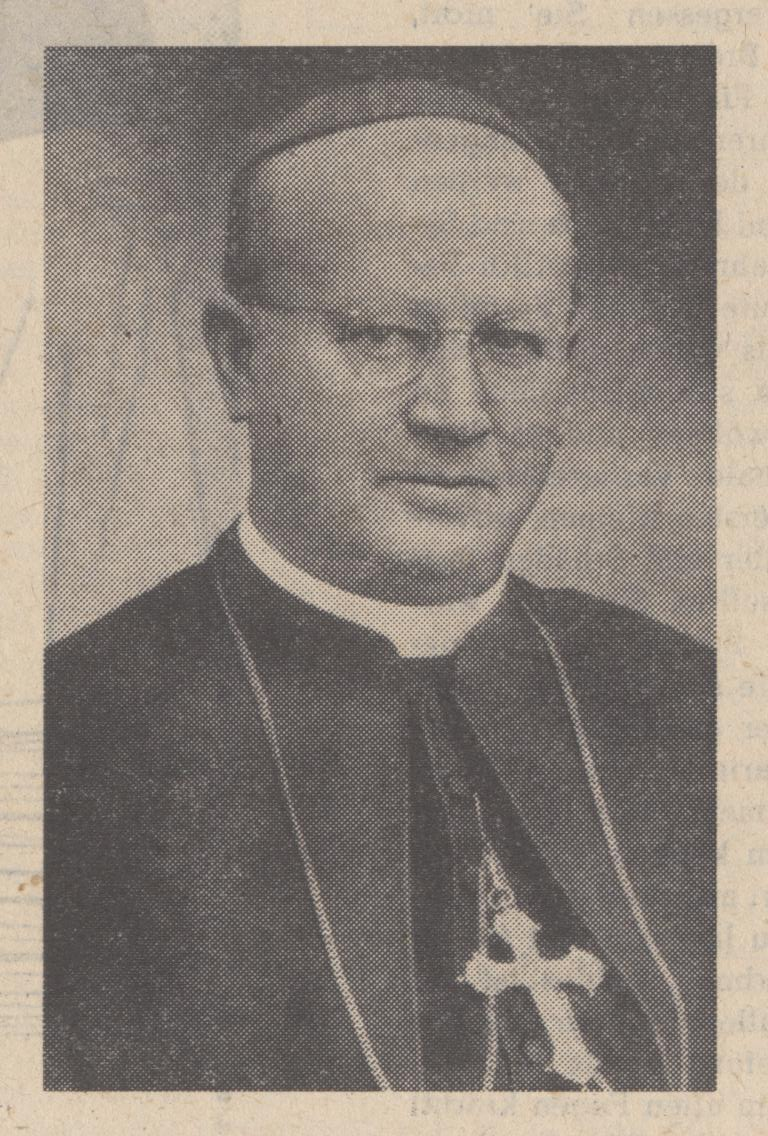
Peter Janser, Apostolischer Präfekt von Indore

Peter Janser SVD (* 9. November 1878 in Bexbach; † 4. Mai 1959 in Waukegan, Illinois, USA) war ein römisch-katholischer Priester aus dem Bistum Speyer, Steyler Missionar in Amerika und China, von 1935 bis 1945 Apostolischer Präfekt (im Rang eines Bischofs) von Indore, Indien.

## Leben
Peter Janser wurde 1878 in Bexbach (Mittelbexbach), Bistum Speyer, Saarpfalz, Königreich Bayern geboren und trat 1890 im Mutterhaus zu Steyl in den Orden der Steyler Missionare ein. 1902 zum Priester geweiht, sandte ihn der Ordensgründer Pater Arnold Janssen nach Nordamerika. Die dortige Niederlassung der Steyler Missionare war 1895 gegründet worden und nahm unter Pater Jansers Leitung einen raschen Aufschwung. Er gründete die beiden Provinzialatshäuser St. Mary zu Techny (bei Chicago) in Illinois und Herz Jesu, in Girard, Pennsylvanien. Pater Janser widmete sich u. a. verstärkt der „Negerseelsorge“ und verfasste 1921 eine Denkschrift an die US-Bischöfe zur Gründung eines speziellen Priesterseminars für farbige Studenten.  
Bald danach ging Pater Janser nach Shanghai, wo seinem organisatorischen Können die Versorgung der vielen Missionare in Ostasien, besonders in China anvertraut wurde.  
Das Jahr 1932 brachte ihm eine neue, schwierige Aufgabe, die Leitung der Steyler Mission in Indien. Gemeinsam mit seinem Begleiter,  Pater Leo Krzeminski SVD, landete er am 14. Dezember 1932 in Bombay. Der Missionssitz war in Indore im heutigen, indischen Bundesstaat Madhya Pradesh angesiedelt und umfasste ein Gebiet mit sieben Millionen Einwohnern, bei einer Fläche von 110000 Quadratkilometern. Im Nachruf heißt es darüber: „Dank des tatkräftigen, umsichtigen Einsatzes Pater Jansers, wurde dieses Neuland schon nach drei Jahren zur Apostolischen Präfektur erhoben und er selbst zum ersten Apostolischen Präfekten ernannt.“  Peter Janser versah dieses Amt vom 11. Juli 1935 bis Ende 1945, als er krankheitshalber resignierte und nach Nordamerika zurückkehrte.  
In Amerika lebte er in dem von ihm gegründeten Steyler Missionshaus St. Mary, Techny, Illinois und verstarb 1959 im St. Therese Hospital zu Waukegan. 
Der Nachruf in der Speyerer Diözesanzeitung Der Pilger konstatiert: „Trotz seines hohen Alters und seiner angegriffenen Gesundheit stellte er sich noch immer durch Vorträge, Exerzitien und Predigten in den Dienst des Apostolates. Msgr. Janser war ein Mann von echtem missionarischen Format mit einem apostolisch weiten und liebenden Herzen, auf den unsere Diözese stolz sein darf.“ Sein Steyler Mitbruder, Bischof Karl Christian Weber, der wie Peter Janser aus Bexbach im Bistum Speyer stammte, hielt in der dortigen Pfarrkirche am 12. Mai 1959 das offizielle Requiem. Aus der Apostolischen Präfektur wurde 1952 das heutige Bistum Indore.